# Diva (Annie Lennox)
Diva is het eerste soloalbum van Annie Lennox uit 1992, nadat de Eurythmics uit elkaar waren gegaan. Er zijn van het album wereldwijd meer dan 15 miljoen exemplaren verkocht.

## Singles van dit album
- Why - NL #6
- Precious - NL #30
- Walking on broken glass - NL #tip
- Cold - NL #tip
- Little bird